# Pozorování velryb

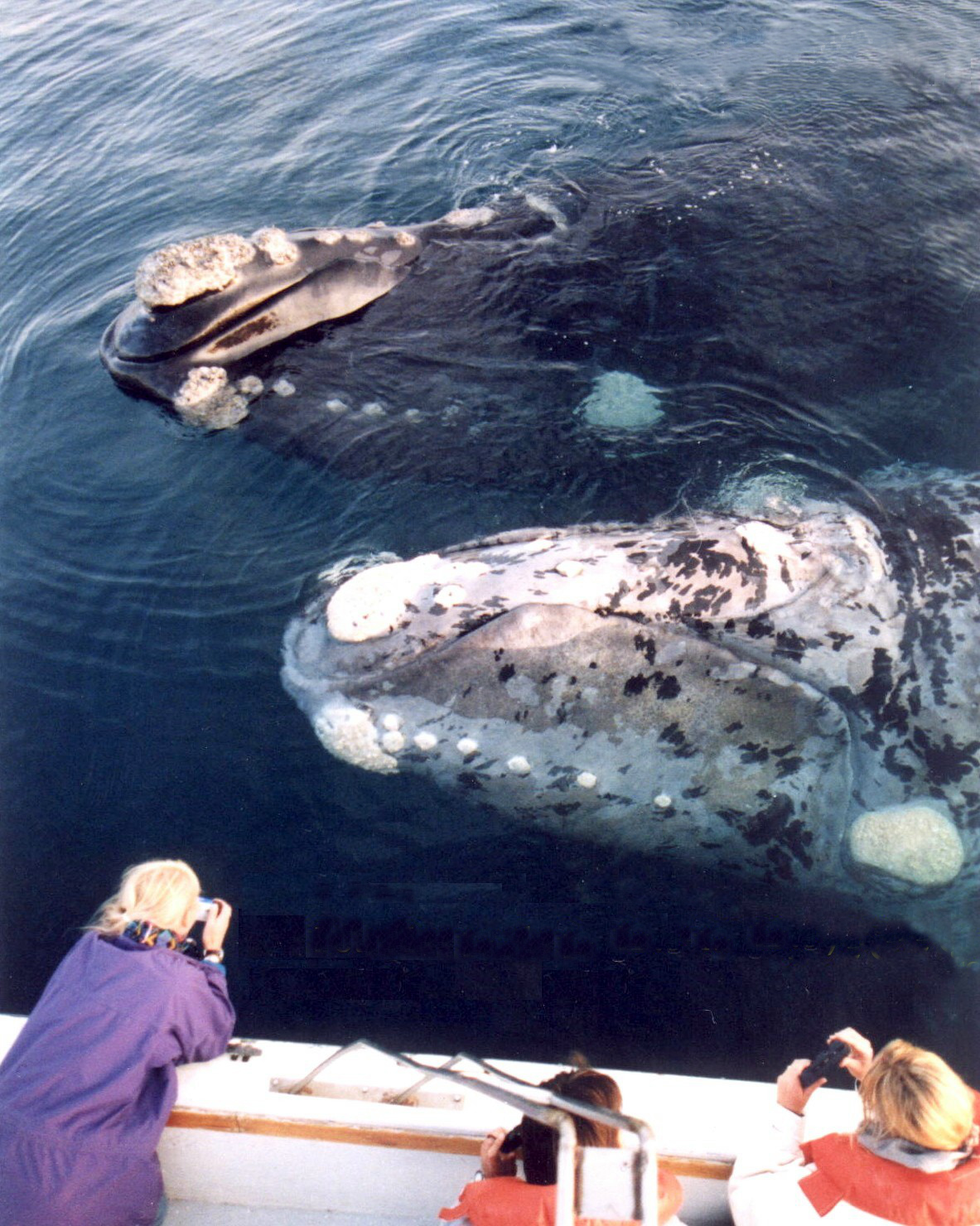
Sledování velryb jižních na poloostrově Valdes

Cílem pozorování velryb je sledování velryb, delfínů či jiných kytovců v jejich přirozeném prostředí. Pozorování je většinou rekreační aktivita, podobná například pozorování ptáků, ale může také sloužit vědeckým a/nebo vzdělávacím účelům. Studie připravená pro Světový fond na ochranu přírody v roce 2009 odhadla, že za rok 2008 se rekreačního pozorování kytovců po celém světě účastnilo cca 13 milionů lidí. Sledování velryb generuje celosvětově příjmy z cestovního ruchu 2,1 miliardy USD ročně a zaměstnává přibližně 13 000 pracovníků. Rychlý růst tohoto odvětví vedl k debatám s velrybáři o efektivnějším užití kytovců coby přírodního zdroje.

## Ochrana velryb
Rychlý růst počtů pozorování vedl k nalezení důkazů pro to, že pohyb v okolí kytovců může významně ovlivnit jejich přirozené chování, migrační cykly či stravovací a sociální návyky.
Mezi hlavní a často rušivé faktory patří velikost a hlasitost pozorovacích plavidel, vzdálenost plavidel od zvířat či délka setrvání plavidla v lokalitě, kde se zvířata nacházejí. Závažné komplikace pak mohou nastat ve chvíli, kdy se turistická loď přiblíží příliš blízko ke zvířeti a dojde ke kolizi lodního šroubu se zvířetem či k neopatrnému zacházení turistů s pozorovaným jedincem – byly zaznamenány například případy, kdy se turisté do těla velryby pokusili vyrýt své podpisy či zvíře nevhodně krmit.
Environmentální aktivisté dodnes silně apelují na majitele pozorovacích lodí, aby dodržovali pravidla pro pozorování velryb, která umožní jak přívětivý turistický zážitek, tak zároveň neohrozí samotné kytovce. Po zákonodárcích v daných oblastech pak požadují, aby jasně daná pravidla zaváděli.
Mezi taková pravidla běžně patří:
- Snížení rychlosti plavidla na minimum
- Zamezení rychlému/prudkému zatáčení s plavidlem
- Minimalizace hluku
- Kytovci nesmí být pronásledováni, obkličováni, pozorovatelé mezi ně nesmí vstupovat
- Ke zvířatům lze přistupovat jen z úhlů, které jsou v jejich zorném poli
- Počet lodí účastnících se pozorování musí být co nejmenší
- Delfíni nesmí být vytahováni na palubu ani nuceni k následování plavidla
- Pasažéři nesmějí plavat s kytovcem (toto pravidlo je například v Karibiku ignorováno)

## Galerie

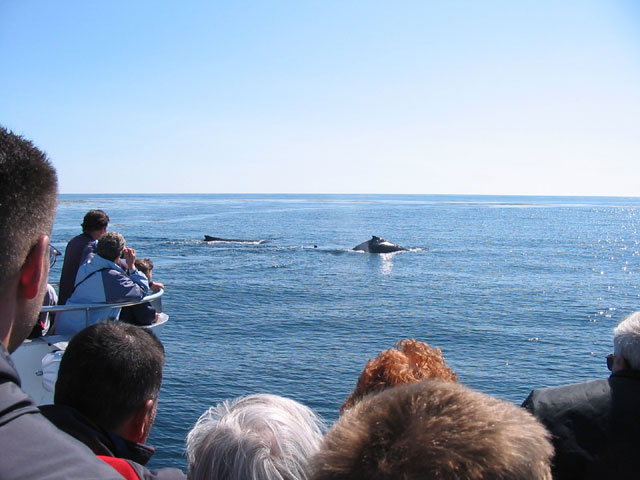
Pozorování velryb u pobřeží Bar Harbor, Maine
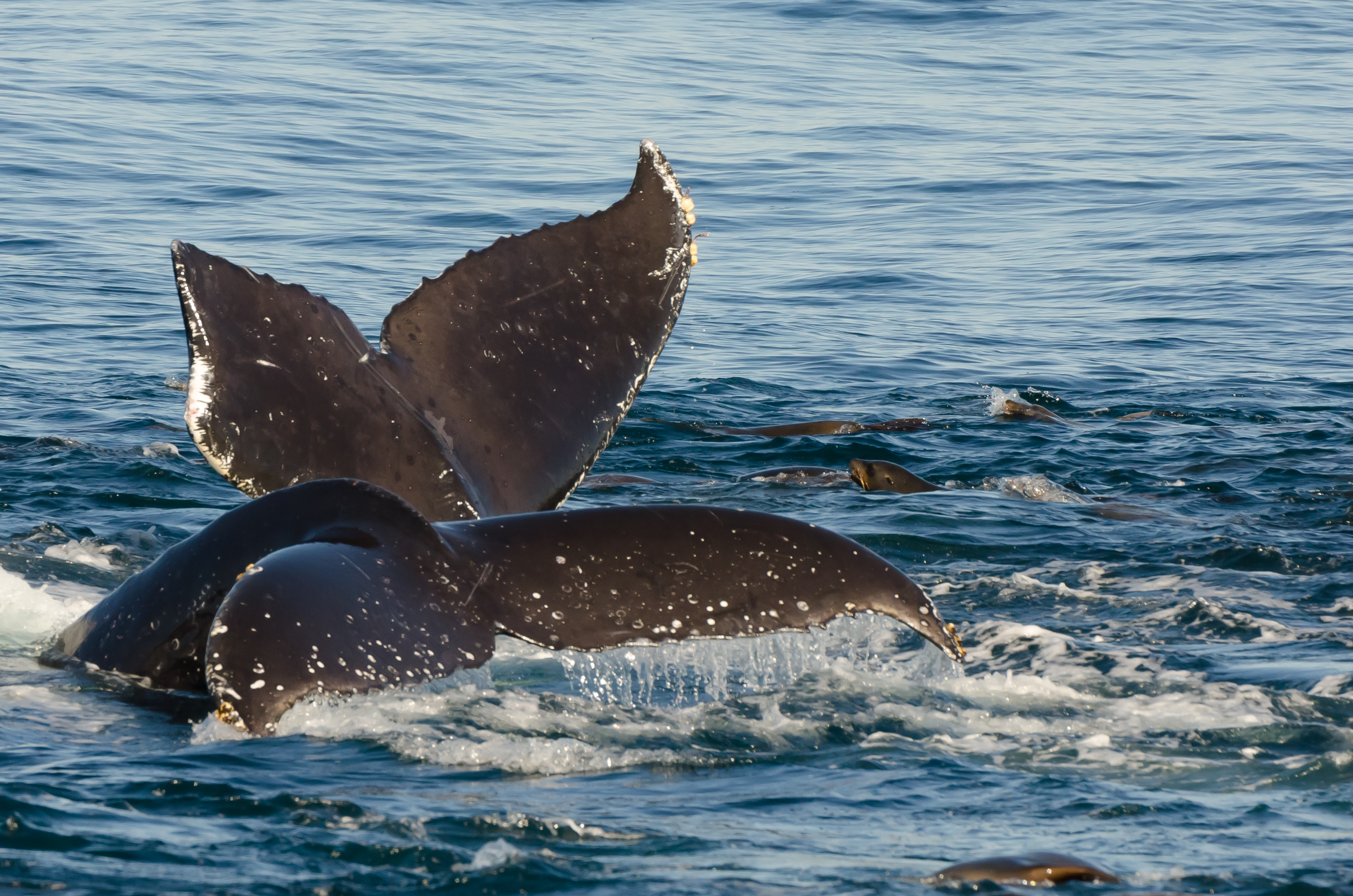
Keporkak a lachtani kalifornští v Monterey Bay, 2013
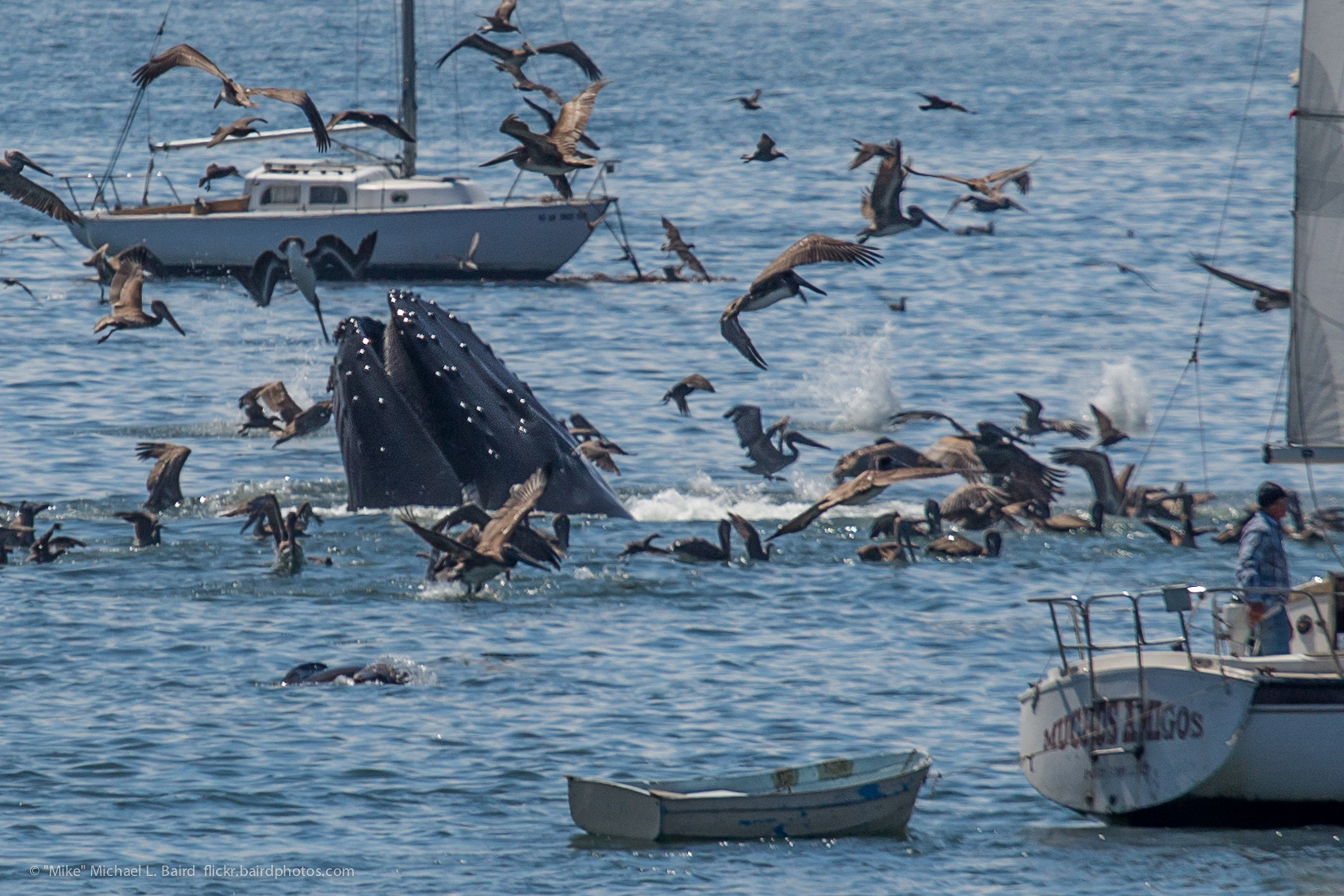
Keporkak a hnědí pelikáni u pláže Avila v Kalifornii
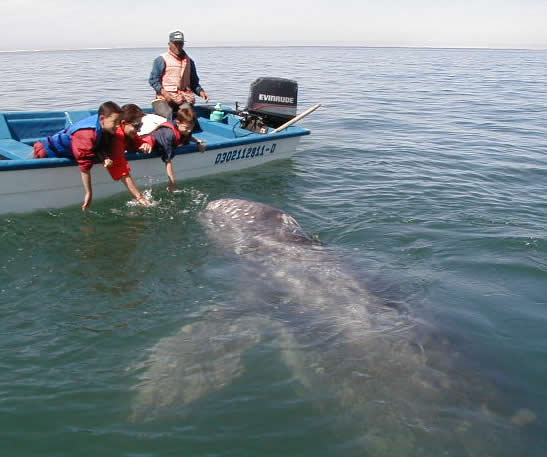
Pozorování velryb v El Vizcaíno lidmi, kteří se pokoušejí dostat do kontaktu se zvířetem. Toto jednání se silně nedoporučuje.